# Akira Matsunaga (ur. 1948)
Akira Matsunaga (jap. 松永 章 Matsunaga Akira; ur. 8 sierpnia 1948 w Shizuoce) – japoński piłkarz, reprezentant kraju.

## Kariera klubowa
Od 1971 do 1982 roku występował w klubie Hitachi.

## Kariera reprezentacyjna
W reprezentacji Japonii zadebiutował w 1973. W reprezentacji Japonii występował w latach 1973–1976. W sumie w reprezentacji wystąpił w 10 spotkaniach.

## Statystyki
| Reprezentacja Japonii | Reprezentacja Japonii | Reprezentacja Japonii |
| Rok                   | Mecze                 | Gole                  |
| --------------------- | --------------------- | --------------------- |
| 1973                  | 3                     | 0                     |
| 1974                  | 0                     | 0                     |
| 1975                  | 0                     | 0                     |
| 1976                  | 7                     | 2                     |
| Razem                 | 10                    | 2                     |